# Kuokkimajärvi
Kuokkimajärvi är en sjö på gränsen mellan Sverige och Finland, och tangerande gränsen mellan Finland och Norge. Sjön når i nordväst nästan fram till Treriksröset, vilket dock ligger i en annan sjö, Koltajärvi. Sjön ligger i Kiruna kommun i Lappland, Sverige och i Enontekis kommun i Lappland, Finland. Den ingår i Torneälvens huvudavrinningsområde. Sjön har en area på 0,282 kvadratkilometer och ligger 501,1 meter över havet. Sjön avvattnas av vattendraget Kilpisjoki.

## Delavrinningsområde
Kuokkimajärvi ingår i det delavrinningsområde (767046-169764) som SMHI kallar för Utloppet av Ylinen Kilpisjärvi. Medelhöjden är 654 meter över havet och ytan är 188,84 kvadratkilometer. Räknas de 3 avrinningsområdena uppströms in blir den ackumulerade arean 198,41 kvadratkilometer. Kilpisjoki som avvattnar avrinningsområdet har biflödesordning 3, vilket innebär att vattnet flödar genom totalt 3 vattendrag innan det når havet efter 546 kilometer. Avrinningsområdet består mestadels av kalfjäll (73 procent). Avrinningsområdet har 34,18 kvadratkilometer vattenytor vilket ger det en sjöprocent på 18,1 procent.